# Ludwig Schunk
Pour les articles homonymes, voir Schunk.
Ludwig Schunk (1er mai 1884 à Francfort-sur-le-Main - 10 mai 1947 à Heuchelheim près de Giessen) était un fabricant allemand et fut cofondateur de la société Schunk und Ebe oHG.

## Biographie
La société Schunk und Ebe oHG fut fondée en 1913 à Fulda, dans le land de Hesse, comme usine pour la fabrication de balais pour génératrices et moteurs électriques ; en 1918, elle déménagea à Heuchelheim près de Giessen. Jusqu’à ce jour l’entreprise n’a cessé de se développer et elle constitue aujourd’hui un des groupes technologiques mondialement présents du Schunk Group.
Les ancêtres de Ludwig Schunk étaient fermement enracinés dans la partie centrale du land de Hesse et depuis le XVIIIe siècle, ils exploitaient une forge à clous à Büdingen pendant plusieurs générations. Même son grand-père exerçait encore ce métier.
Le père de Ludwig Schunk, le plus jeune de trois enfants, ne voyait apparemment aucune possibilité pour reprendre jadis l’atelier paternel et il déménagea à Francfort-sur-le-Main, où il fut entre autres employé comme ouvrier dans un centre d’art graphique. Ludwig Schunk, le plus jeune de deux enfants, grandit dans un cadre plutôt modeste. Néanmoins sa famille lui permit de se rendre au collège pendant huit ans où il finit sa scolarité avec succès. Entre 1898 et 1901, Ludwig Schunk fit une formation commerciale dans une entreprise d’importation du secteur de machines de cuir implantée à Francfort-sur-le-Main et à Boston, États-Unis. Dans cette entreprise, le jeune Schunk apprit très tôt l’importante signification des activités commerciales mondiales pour le succès d’une société.
À la suite de sa formation, Schunk fut encore actif dans sa société d’apprentissage jusqu’au 1er avril 1903. Schunk acquit encore d’autres expériences professionnelles comme employé de bureau dans le service d’achat d’une usine d’aniline et de peintures à l’aniline à Offenbach-sur-le-Main.

La circonstance familiale modeste avait amené Schunk, déjà en très bas âge, à la conviction que seuls le zèle supérieur à la moyenne et un enrichissement permanent de la culture pouvaient procurer les conditions primordiales requises pour une réussite. Suivant cette maxime de la vie, il décida en 1905 de se rendre en France afin d’y perfectionner les connaissances linguistiques et ses “connaissances du monde”. Schunk maîtrisait les deux langues mondiales, l’anglais et le français, et il put être employé comme directeur du service de correspondance avec l’étranger dans une entreprise renommée de l’industrie électrique près de Paris.
Il s’ensuivit un séjour à l’étranger pendant six années à l’occasion duquel Ludwig Schunk fit connaissance de la fabrication de balais pour les machines électriques. Les excellentes perspectives futures de ce secteur d’activités dont Schunk était déjà conscient à cette époque l’incitèrent, peu de temps après son retour en Allemagne, à se mettre à son compte.
En 1913, alors âgé de 29 ans, il fonda avec le technicien et constructeur mécanique Karl Ebe, lequel avait également déjà acquis des expériences dans le secteur des carbones, l’usine de balais Schunk & Ebe oHG à Fulda. Karl Ebe décéda cependant un an après la fondation de l’entreprise.
En 1918, Ludwig Schunk transféra l’entreprise exploitée dans des pièces louées de Fulda à Heuchelheim près de Gießen, où il put acheter l’ancien restaurant de randonnée “Windhof” lequel disposait de pièces suffisamment grandes pour y monter des installations de production. Déjà à cette époque précoce eurent lieu la fondation des premières représentations dans différentes grandes villes allemandes et l’établissement des maisons d’exportation. Au cours des années suivantes, la jeune entreprise gagna une grande réputation auprès des clients et des concurrents.
Déjà le fondateur de l’entreprise Schunk – à même titre que ses successeurs – était soucieux d’agrandir et de protéger son entreprise par une diversification dans des secteurs technologiques apparentés. Ainsi il acheta en 1923 une usine de balais qu’il intégra dans son entreprise à Heuchelheim. En 1932 commença la production de paliers en métal fritté. La gamme de carbones avait au préalable déjà été agrandie par des produits pour des applications mécaniques. Les conditions de base de plus en plus difficiles ne furent pas en mesure d’empêcher la réussite de l’œuvre de Ludwig Schunk. Avec la perte croissante de valeur de la Reichsmark et les fortes tendances inflationnistes en allant de pair, Schunk rechercha, et ce avec succès, de nouveaux secteurs commerciaux sur les marchés étrangers lesquels possédaient des devises de valeur stable. Par le forcing des maisons d’exportation, il réussit à éviter des pertes de matière de son entreprise.
Conforme à son point de vue social, Ludwig Schunk avait déjà pris en 1940 l’initiative de fonder une institution d’entraide dont les objectifs déterminés par le statut étaient le soutien arbitraire unique ou continu d’employés, d’anciens employés resp. de leurs proches en cas de nécessité, d’invalidité ou à l’âge de la retraite. L’institution d’entraide pouvait accorder des pensions de retraite, des pensions de veuve et d’orphelin ou bien des allocations funéraires.

Ludwig Schunk n’avait pas d’enfant. Sa femme, qui avait énergiquement aidé à la constitution de l’entreprise, décéda très tôt. Il avait indemnisé les héritiers de son associé décédé et ainsi il était seul et unique propriétaire du capital de l’entreprise. Déjà en 1938, il édicta par testament que cet actif de l’entreprise devrait être mis au service des employés. En 1942, il précisa ceci dans un testament complémentaire et institua en même temps l’institution d’entraide qu’il avait lui-même fondé comme héritière. Selon ses propres dires, l’idéal pour Schunk était la fondation “Zeiss´sche Stiftung” à Jena.
Entre 1936 et 1945, Ludwig Schunk occupa différents postes publics. Schunk dirigea entre autres à partir du mois de décembre 1936 le “Fachgruppe Kohlen und Bürsten” (groupe professionnel de charbon et de balais), un de 24 services du groupe d’activités économiques de l’industrie électrique. Après 1945, les autorités militaires américaines interdirent à Schunk d’accéder au terrain de l’entreprise laquelle fut placée sous direction fiduciaire. Ludwig Schunk fut toutefois réhabilité lors de l’instance engagée par la suite.

Toutes les activités de Ludwig Schunk visaient à développer son œuvre, c’est-à-dire l’entreprise Schunk & Ebe qu’il avait créée dès le tout début avec son partenaire Karl Ebe, avec ses collaborateurs et au profit de ces derniers.

En 1947 Ludwig Schunk, dont la santé était instable depuis l’adolescence, décéda à l’âge de 63 ans à la suite d'une défaillance cardiovasculaire. Ainsi qu’il l’avait édicté, l’institution d’entraide hérita, après sa mort, du capital de l’entreprise Schunk & Ebe.
Après le décès de Ludwig Schunk, la société Schunk & Ebe GmbH fut fondée, dont les parts sociales étaient dès lors détenues par l’institution d’entraide, selon le souhait du défunt. À partir du moment où elle fut propriétaire du capital, elle se dénomma “Ludwig-Schunk-Gedächtnisverein e.V.” et à partir de 1989 “Ludwig-Schunk-Stiftung” (Fondation Ludwig Schunk).

## Sources
- Kauer Jens, Schunk & Ebe. Kindertage eines Weltkonzerns 1913 – 1947, Gießen 1995 (édité par l’association “Oberhessischer Geschichtsverein Gießen e.V.”)